# Ministrowie sprawiedliwości Południowej Afryki
Ministrowie sprawiedliwości Republiki Południowej Afryki
- 1910–1912: Barry Hertzog
- 1912–1913: Jacobus Wilhelmus Sauer
- 1913–1924: Nicolaas Jacobus de Wet
- 1924–1929: Tielman Roos
- 1929–1933: Oswald Pirow
- 1933–1939: Jan Smuts
- 1939–1945: Colin Fraser Steyn
- 1945–1948: Harry Gordon Lawrence
- 1948–1959: Charles Robberts Swart
- 1959–1961: François Erasmus
- 1961–1966: John Vorster
- 1966–1974: Petrus Cornelius Pelser
- 1974–1979: Jimmy Kruger
- 1979–1980: Alwyn Schlebusch
- 1980–1994: Kobie Coetsee
- 1994–1999: Dullah Omar
- 1999–2004: Penuell Maduna
- 2004–2008: Brigitte Mabandla
- 2008–2009: Enver Surty
- 2009–2014: Jeff Radebe
- 2014 – nadal: Michael Masutha